# Trempe superficielle
 (octobre 2016).
Si vous disposez d'ouvrages ou d'articles de référence ou si vous connaissez des sites web de qualité traitant du thème abordé ici, merci de compléter l'article en donnant les références utiles à sa vérifiabilité et en les liant à la section « Notes et références ».
Pour les articles homonymes, voir Trempe.
La trempe superficielle est un procédé de traitement thermique superficiel qui n’affecte que la surface de la pièce pour lui apporter une grande dureté tout en conservant un bon allongement et une grande résilience au cœur.
Certaines pièces (engrenages, arbres de transmission, outils, etc.) doivent présenter une dureté superficielle importante et une grande résilience à cœur. Elles sont en général en acier spécial, à forte teneur de carbone, préalablement trempées et ayant subi un revenu à haute température.
Les avantages sont :
- emploi d’acier ordinaire à la place d’acier pour cémentation ;
- chauffage très localisé, rapide et économique ;
- pas de déformation de la pièce ;
- trempe en série sur machine d’induction ;
- procédé non polluant.

## Techniques
Différentes techniques permettent l'application du principe consistant à chauffer localement  - et rapidement pour éviter la diffusion thermique au centre de la pièce -, la surface d’une pièce en acier jusqu’à la température d’austénitisation et la refroidir rapidement, le plus souvent, par jet d’eau.

### Trempe à la flamme
La trempe à la flamme est le plus simple des principes de trempe, pour de petites pièces, traitées à l’unité ou très petite série. Le moyen de chauffe est un brûleur ou chalumeau oxyacéthylénique.

### Trempe par induction
La trempe par induction électromagnétique est le moyen le plus répandu pour obtenir un chauffage uniforme, rapide et de peu de profondeur (1/10 à quelques millimètres de profondeur).
La pièce est entourée par un circuit électrique ou solénoïde parcouru par un courant alternatif à haute fréquence (50 000 Hz), qui se comporte comme un transformateur qui induit un courant dans la pièce à traiter. L’effet de chauffe à la périphérie de la pièce est très rapide, puis celle-ci est immergée rapidement dans un bain d’eau froide.
La trempe par induction est très employée par exemple dans l’industrie automobile pour la trempe des paliers de vilebrequins. Le courant entre la pièce et le solénoïde est obtenu par deux électrodes de cuivre qui coiffent chaque palier, le vilebrequin tourne lentement de quelques tours pendant deux à trois secondes, le temps de chauffe, puis est refroidi brusquement.

### Trempe par contact

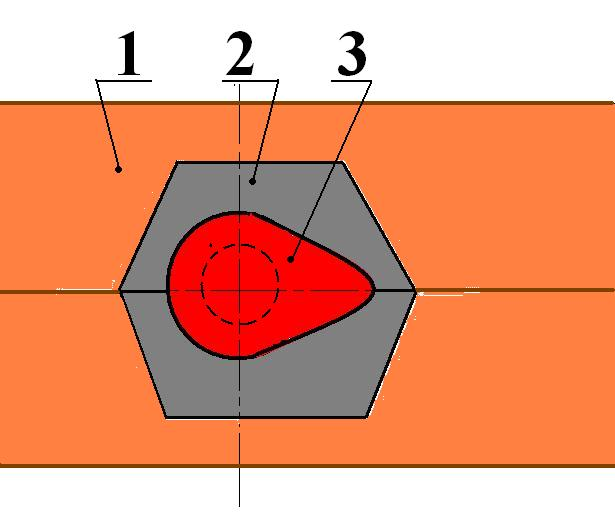
Trempe de came : 1=moule sable, 2=refroidisseur, 3=came

La trempe par contact est assez spécifique et employée pour tremper une pièce chaude par contact avec une pièce à température ambiante. C’est le cas de la trempe de la surface de contact des cames d’un arbre à cames de moteur automobile. L’arbre à cames, en fonte GS, est coulé dans un moule de sable où la partie qui moule les cames est occupée par un refroidisseur en fonte, à la forme géométrique de la came à produire. Le contact entre la fonte en fusion et le refroidisseur provoque un refroidissement de surface extrêmement rapide.

### Autres techniques
Des techniques de trempes superficielles rapides sont permises par l’emploi de moyens de chauffe plus récents comme le faisceau laser, le bombardement électronique ou la torche à plasma qui permet de passer d’une température de 1 000 à 15 000 °C comme dans le cas de l’hexa-plasma.